# Бінфорд (Північна Дакота)
Бінфорд (англ. Binford) — місто (англ. city) в США, в окрузі Гріггс штату Північна Дакота. Населення — 170 осіб (2020).

## Географія
Бінфорд розташований за координатами 47°33′37″ пн. ш. 98°20′45″ зх. д. / 47.56028° пн. ш. 98.34583° зх. д. (47.560401, -98.345727).  За даними Бюро перепису населення США в 2010 році місто мало площу 0,90 км², уся площа — суходіл.

## Демографія
Згідно з переписом 2010 року, у місті мешкали 183 особи в 99 домогосподарствах у складі 51 родини. Густота населення становила 204 особи/км².  Було 125 помешкань (140/км²).
Расовий склад населення:
| - 100,0 % — білих |

До двох чи більше рас належало 0,0 %. Частка іспаномовних становила 0,5 % від усіх жителів.
За віковим діапазоном населення розподілялося таким чином: 14,8 % — особи молодші 18 років, 55,7 % — особи у віці 18—64 років, 29,5 % — особи у віці 65 років та старші. Медіана віку мешканця становила 54,5 року. На 100 осіб жіночої статі у місті припадало 101,1 чоловіків;  на 100 жінок у віці від 18 років та старших — 88,0 чоловіків також старших 18 років.
Середній дохід на одне домашнє господарство  становив 40 068 доларів США (медіана — 30 833), а середній дохід на одну сім'ю — 52 947 доларів (медіана — 34 306). Медіана доходів становила 49 375 доларів для чоловіків та 16 964 долари для жінок. За межею бідності перебувало 14,6 % осіб, у тому числі 19,4 % дітей у віці до 18 років та 9,6 % осіб у віці 65 років та старших.
Цивільне працевлаштоване населення становило 73 особи. Основні галузі зайнятості: освіта, охорона здоров'я та соціальна допомога — 26,0 %, будівництво — 16,4 %, роздрібна торгівля — 13,7 %, сільське господарство, лісництво, риболовля — 12,3 %.